# Wang Jingchun
Wang Jingchun (chiń. 王景春; ur. 12 lutego 1973 w Xinjiang) – chiński aktor filmowy i telewizyjny. Laureat Srebrnego Niedźwiedzia dla najlepszego aktora na 69. MFF w Berlinie za rolę w filmie Żegnaj, mój synu (2019) Wanga Xiaoshuai. Wystąpił w takich filmach, jak m.in. Kwiaty wojny (2011) Zhanga Yimou, Czarny węgiel, kruchy lód (2014) Diao Yinana czy Złoty wiek (2014) Ann Hui.